# Nathan Kirsh
Nathan "Natie" Kirsh (* 6. Januar 1932 in Potchefstroom, Südafrika) ist ein eswatinischer Unternehmer. Er kontrolliert die Kirsh Group, die eine Mehrheitsbeteiligung an der Jetro Holdings im Bundesstaat New York hält, zu der die Gastronomiebedarfsgeschäfte Jetro Cash and Carry und Restaurant Depot gehören. Im April 2022 wurde sein Vermögen von Forbes auf 5,6 Milliarden US-Dollar geschätzt, womit Kirsh zu den reichsten Afrikanern gehört. Sein Vermögen überschritt damit das jährlich erwirtschaftete Bruttoinlandsprodukt seines Heimatlandes Eswatini.

## Leben
Kirsh wurde am 6. Januar 1932 in Südafrika in eine jüdische Familie in Potchefstroom geboren. Es ging als Schüler an die Potchefstroom Boys High School. Kirsh erwarb 1952 einen Bachelor of Commerce an der University of the Witwatersrand. Außerdem erhielt er die Ehrendoktorwürde (Doctor of Laws) der University of Eswatini. 1952 begann Kirsh, seiner Mutter im Betrieb der Malzfabrik seines Vaters in Potchefstroom zu helfen und 1958 gründete er sein erstes eigenes Unternehmen, eine Getreidemühle und Malzfabrik im damaligen Swasiland. Aufgrund einer Vereinbarung mit der Regierung war Kirshs Unternehmen verpflichtet, den gesamten in Eswatini angebauten Mais zu kaufen, und wurde zum einzigen Importeur der Ernte. Später expandierte er in den Lebensmittelgroßhandel von Südafrika während der Apartheid, dann in Supermärkte und in die Entwicklung von Gewerbeimmobilien.
Im Juni 1975 gründete er Jetro, ein Cash-and-Carry-Geschäft in Brooklyn, New York. 1985 verließ Kirsh Südafrika, nachdem er seine Beteiligungen in Südafrika an den südafrikanischen Versicherungskonzern Sanlam veräußert hatte. 1994 erwarb er Restaurant Depot, das 1995 seine erste New Yorker Filiale eröffnete. Jetro und Restaurant Depot begann als Schwesterunternehmen der Jetro Holdings zu unterstehen.
In den späten 1970er Jahren erwarb er zudem Magal Security Systems von Israel Aerospace Industries und brachte das Unternehmen 1993 an die Nasdaq. 2011 kaufte Kirsh das Gebäude Tower 42 in London. 2014 verkaufte Kirsh seine Anteile an Magal.

## Persönliches
Kirsh ist mit Frances Herr verheiratet und hat drei Kinder, einen Sohn, Philip Kirsh, und zwei Töchter. Er wohnt mit seiner Frau in Ezulwini in Eswatini und besitzt die Staatsangehörigkeit dieses Landes. Kirsh gründete die Kirsh Foundation, eine Wohltätigkeitsorganisation, welche u. a. Kleinunternehmern und Frauen in Eswatini unterstützt.